# Чемпіонат Швеції з хокею 1931
 Чемпіонат Швеції з хокею: 1931 — 10-й сезон турніру з хокею з шайбою, який проводився за кубковою системою. 
Переможцем змагань став клуб Седертельє СК.

## Турнір

### Кваліфікація
- Нака СК - УоІФ «Маттеуспойкарна» (Стокгольм) 1:1/3:0
- «Гаммарбю» ІФ (Стокгольм) - «Трансбергс» ІФ (Стокгольм) 7:0
- «Лілльянсгофс» ІФ (Стокгольм) - ІФК Стокгольм 3:1

### Чвертьфінал
- «Юргорден» ІФ (Стокгольм) - Нака СК 2:1
- «Гаммарбю» ІФ (Стокгольм) - «Лілльянсгофс» ІФ (Стокгольм) 4:0
- АІК Стокгольм - «Карлбергс» БК (Стокгольм) 3:0
- Седертельє СК - ІК «Йота» (Стокгольм) 5:0

### Півфінал
- «Юргорден» ІФ (Стокгольм) - «Гаммарбю» ІФ (Стокгольм) 1:2
- АІК Стокгольм - Седертельє СК 0:1

### Фінал
- «Гаммарбю» ІФ (Стокгольм) - Седертельє СК 0:2